# Daoud Bousbiba
Daoud Bousbiba (Amsterdam, 15 januari 1995) is een Nederlands-Marokkaans voetballer die doorgaans speelt als linksbuiten. In januari 2024 verruilde hij Ialysos voor Ajax zaterdag.

## Clubcarrière
Bousbiba speelde in de jeugd van Ajax. In 2010 stapte hij over naar Almere City, maar na twee jaar keerde hij terug naar Amsterdam. In 2014 kwam de vleugelaanvaller bij Jong Ajax terecht, maar hij speelde geen wedstrijd. Dit kwam mede door een liesblessure die hem maanden aan de kant hield. Mede door zijn blessureleed liet Bousbiba zijn contract ontbinden en hierop tekende hij voor SV TEC. Voor TEC speelde hij veertien competitiewedstrijden, waarin hij tot vijf doelpunten kwam.
Na één jaar keerde de linksbuiten terug naar het betaalde voetbal, toen hij tekende bij FC Eindhoven. Zijn professionele debuut voor Eindhoven maakte Bousbiba op 5 augustus 2016, tegen De Graafschap. Op die dag scoorden Bryan Smeets, Sven Nieuwpoort, Dean Koolhof en Piotr Parzyszek voor De Graafschap en kwam van Eindhoven alleen Mart Lieder tot scoren, waardoor het duel eindigde in 4–1. Bousbiba mocht van coach Ricardo Moniz in de basis starten en hij speelde het gehele duel mee.
Medio 2017 ging Bousbiba voor het Turkse Gazişehir Gaziantep spelen. Op 23 januari 2018 ondertekende hij een contract bij het Italiaanse Foggia dat uitkwam in de Serie B. Doordat hij niet geregistreerd kon worden, ging deze overgang uiteindelijk niet door. Medio 2018 ging Bousbiba voor Hassania Agadir spelen. In augustus 2019 ging hij naar ADO '20. Een half jaar later ging hij in Griekenland voor Kalamata spelen. Via Fostiras kwam hij in januari 2022 terecht bij Asteras Vlachioti, waar hij tot het einde van het seizoen bleef om vervolgens voor AS Rodos te tekenen. Later nam Ialysos hem over, voor Bousbiba in januari 2024 terugkeerde in Nederland bij Ajax zaterdag.

## Clubstatistieken
| Seizoen | Club                | Competitie     | Competitie | Competitie | Beker | Beker | Internationaal | Internationaal | Totaal | Totaal |
| Seizoen | Club                | Competitie     | Wed.       | Dlp.       | Wed.  | Dlp.  | Wed.           | Dlp.           | Wed.   | Dlp.   |
| ------- | ------------------- | -------------- | ---------- | ---------- | ----- | ----- | -------------- | -------------- | ------ | ------ |
| 2016/17 | FC Eindhoven        | Eerste divisie | 13         | 0          | 1     | 0     | —              | —              | 14     | 0      |
| 2017/18 | Gazişehir Gaziantep | 1. Lig         | 2          | 0          | 0     | 0     | —              | —              | 2      | 0      |
| Totaal  | Totaal              | Totaal         | 15         | 0          | 1     | 0     | 0              | 0              | 16     | 0      |

Bijgewerkt op 27 mei 2025.